# Посольство США в Украине
Посольство США в Украине (англ. U.S. Embassy in Ukraine) — дипломатическое учреждение США в Киеве.

## История дипломатических отношений
Во времена Украинской Державы в 1918 году США имели консульства в Киеве и Одессе.
США признали Украину 26 декабря 1991 года, американское посольство в Киеве было открыто 23 января 1992 года, с временным поверенным в делах Джоном Гундерсеном. Первый посол Роман Попадюк был назначен в мае 1992 года. Изначально посольство располагалось в бывшем отделении Коммунистической партии Украины в Шевченковском районе, которое вскоре было отобрано у коммунистов после августовского путча 1991 года в Москве. 
В 2012 году американское посольство в Украине переехало в новый посольский комплекс площадью 4,5 га по улице Игоря Сикорского, 4 (бывшая Танковая).
В январе 2022 года посольство потребовало эвакуации неосновного персонала и членов их семей в связи с обострением российско-украинского кризиса 2021—2022 годов. Позже, через месяц посольство временно переехало во Львов. За несколько дней до начала вторжения России на Украину в феврале 2022 года американское посольство было переведено в Польшу. В апреле 2022 года принято решение о возвращении дипломатической миссии в Киев и о назначении нового посла — Бриджит Бринк.
18 мая 2022 года посольство США в Киеве возобновило свою работу.

## Список послов
- Джон Гундерсен (1992)
- Роман Попадюк (1992—1993)
- Уильям Грин Миллер[укр.] (1993—1998)
- Стивен Пайфер (1997—2000)
- Карлос Паскуаль[укр.] (2000—2003)
- Джон Эдвард Хёрбст (2003—2006)
- Уильям Тейлор (2006—2009)
- Джон Теффт (2009—2013)
- Джеффри Пайетт (2013—2016)
- Мари Йованович (2016—2019)
- Джозеф Пеннингтон[англ.] (2019), временный поверенный
- Кристина Квин[укр.] (2019), временный поверенный
- Уильям Тейлор (2019—2020), временный поверенный
- Кристина Квин[укр.] (2020—2022), временный поверенный
- Бриджит Бринк (2022—2025)